# Роден край (телевизионно предаване)
Вижте пояснителната страница за други значения на Роден край.
Роден край е телевизионно предаване по Одеската областна държавна радиотелевизионна компания, свързано с живота на българите в Украйна. За пръв път е излъчено в ефир през 1990 г., негов създател и водещ е Антонина Иванова. Днес водещ на предаването е Аня Терзивец.
Основна тематика на предаването е родният език, неговото изучаване, съхраняване и възраждане на българските традиции и обичаи.
Телевизионното предаване се излъчва всеки вторник от 15:30 ч., в събота – 2 пъти месечно (предаване „Колорит“). Радиопредаването се излъчва всеки понеделник от 20:00 ч., в неделя – 2 пъти месечно от 20:00 ч. Времетраенията на предаванията са около 30 минути.